# Dazankiéma
Dazankiéma est une localité située dans le département de Tanghin-Dassouri de la province du Kadiogo dans la région Centre au Burkina Faso.

## Santé et éducation
Le centre de soins le plus proche de Dazankiéma est le centre médical (CM) de Tanghin-Dassouri tandis que les hôpitaux se trouvent à Ouagadougou.
Le village possède deux écoles primaires publiques (A et B) ainsi qu'un collège d'enseignement général (CEG) depuis 2019.